# Helicòpter armat

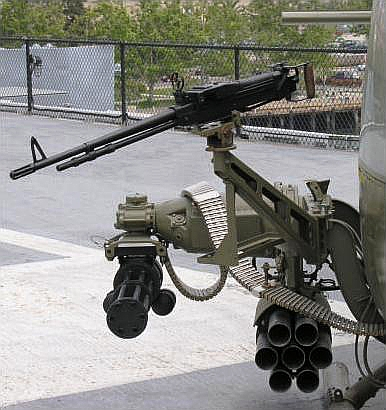
Un helicòpter UH-1C Iroquois de l'època de la Guerra del Vietnam armat amb llançadors de 7 coets, metralladores rotatives GAU-2/A i metralladores M60 per als artillers de portes, ambdues de 7,62 mm.

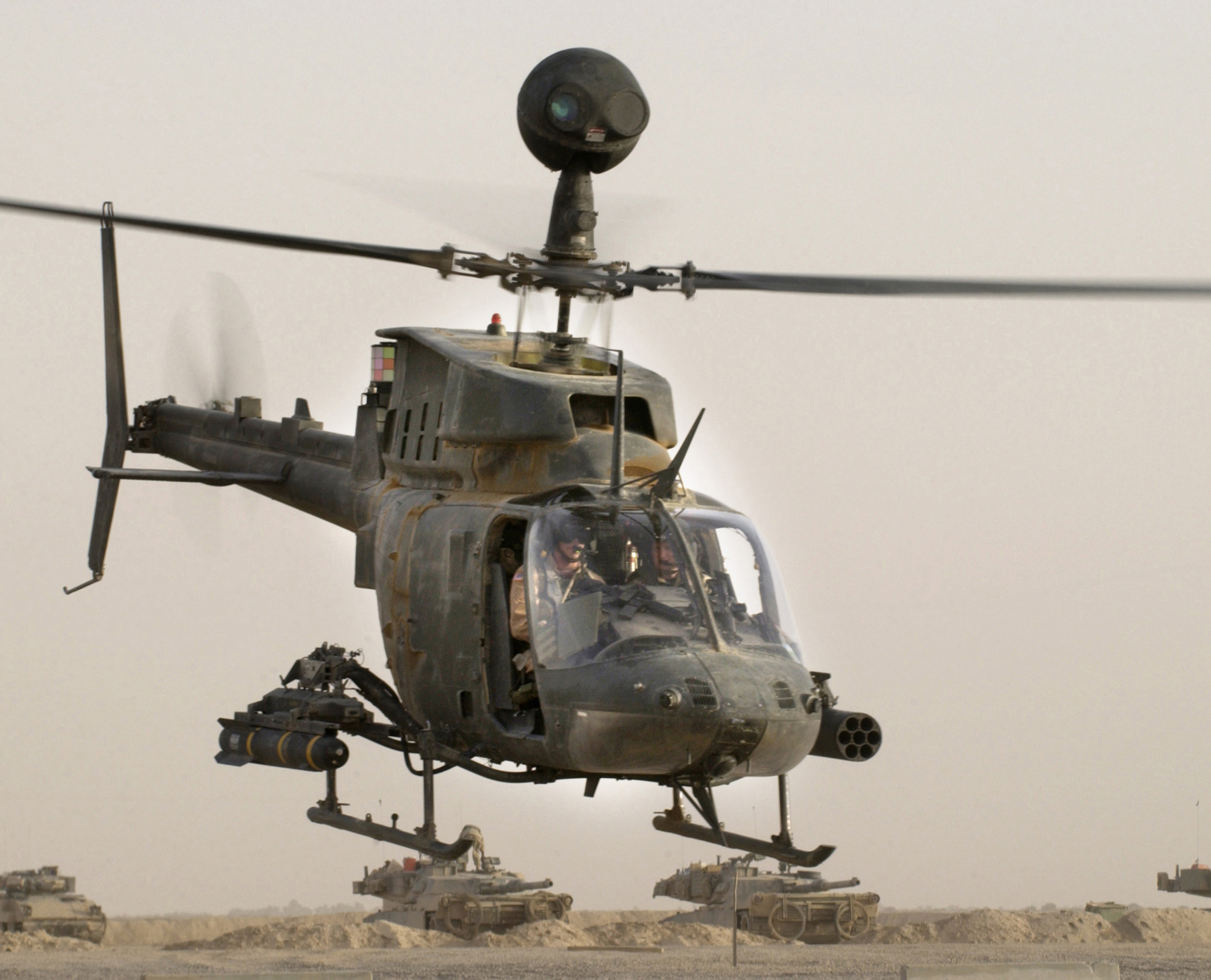
Helicòpter de reconeixement militar armat OH-58D Kiowa Warrior, proveït d'un míssil antitancs i un contenidor de set coets.

Un helicòpter armat, o helicòpter artillat, és un helicòpter militar modificat amb armes per atacar a objectius terrestres. Els helicòpters armats es diferencien dels helicòpters d'atac en què els helicòpters armats es van dissenyar anteriorment per a altres usos, com utilitaris, de transport i de reconeixement, entre d'altres. Les muntures d'armes són modificacions, en lloc de part del disseny de l'helicòpter. El propòsit de la modificació a la configuració d'helicòpter armat pot ser la conveniència durant la batalla, la falta de fons militars per desenvolupar o adquirir helicòpters d'atac o la necessitat de mantenir aquests helicòpters per a missions en les quals no són necessàries les armes. Els helicòpters navals solen ser helicòpters armats, en aquest cas amb míssils antivaixell i armament antisubmarí, especialitzats per operar des de vaixells de guerra.